# Balistes willughbeii
Balistes willughbeii är en fiskart som beskrevs av Lay och Bennett 1839. Balistes willughbeii ingår i släktet Balistes och familjen tryckarfiskar. Inga underarter finns listade.